# إدوارد دي. هوش
إدوارد دي. هوش (بالإنجليزية: Edward D. Hoch)‏ (22 فبراير 1930، روتشستر في الولايات المتحدة - 17 يناير 2008، روتشستر في الولايات المتحدة)؛ كاتب وروائي أمريكي.

## روابط خارجية
- إدوارد دي. هوش على موقع IMDb (الإنجليزية)